# 豊岡市立奈佐小学校
豊岡市立奈佐小学校（とよおかしりつなさしょうがっこう）は、兵庫県豊岡市吉井620にあった公立小学校。1873年（明治6年）に創立され、2021年（令和3年）3月をもって豊岡市立五荘小学校と統合し、閉校した。

## 概要
県道242号、豊岡市西部に位置し、10キロメートルの奈佐谷の峡谷の中間よりやや下手に位置する。
学校の近くを奈佐川が流れている。2019年（令和元年）9月30日時点での奈佐全体の世帯数は384世帯。総人口は1082人となっている。

## 沿革
旧辻小学校校舎
- 1873年（明治6年）- 学制発布の翌年野垣村観音庵の庵裏に開校。
- 1874年（明治7年）- 宮井村の光雲寺に移転。
- 1875年（明治8年）10月10日 - 辻小学校が開校[2]。
- 1876年（明治9年）- 大谷村字白藤に校舎を新築。
- 1920年（大正9年）4月 - 修業年限二年の高等科を併置して奈佐尋常高等小学校と改称。
- 1933年（昭和8年）- 奈佐小学校教員の福住湖村作詞、中村美登里作曲のものを奈佐小学校校歌として制定。
- 1934年（昭和9年）9月 - 室戸台風により講堂の裏山が崩れ講堂が半壊。吉井湖畔の教員住宅が流失。
- 1941年（昭和16年）- 奈佐国民学校と改称[3]

統合先の豊岡市立五荘小学校
現行校舎時代
- 1960年（昭和35年）4月1日 - 辻分校を廃止。
- 1986年（昭和61年）3月 - 運動場竣工
- 1987年（昭和62年）3月 - 新館校舎竣工
- 1988年（昭和63年）3月 - 体育館竣工
- 1994年（平成6年）2月 - 奈佐小学校に緑の少年団を結成。
- 1994年（平成6年）9月 - 奈佐節クラブ発足
- 2003年（平成15年）9月 - グラウンド夜間照明点灯式
- 2004年（平成16年）10月 - 台風23号により運動場土砂崩れ
- 2005年（平成17年）9月 - 運動場復旧
- 2015年（平成27年）6月 - 新プール竣工
- 2017年（平成29年）6月 - グラウンド芝生工事
- 2019年（平成31年）4月1日 - 奈佐小学校の1年生と2年生が複式学級になる。
- 2021年（令和3年）3月24日 - 奈佐小学校で閉校式が挙行され、五荘小学校との統合により閉校。148年の歴史に幕を下ろす。

## 通学区域
- 岩井、宮井、庄、吉井、野垣、大谷、福成寺、内町、辻、船谷、目坂[4]

## 進学先中学校
- 豊岡市立豊岡北中学校[5]

## 特色
1994年（平成4年）の夏にクラブ活動の一貫として奈佐節保存会の協力により奈佐節クラブが誕生し、但馬ふれあいフェスティバルや文教府夏季大学アトラクションなどのイベントに出演。2005年（平成17年）3月には但馬青少年本部長賞を受賞した。

## 歴代校長
- 松井秀雄（1947年度～1956年度4月）
- 安田春行（1956年度4月～1959年度）
- 河本正（1960年度～1969年度）
- 久保田日出夫（1970年度～1972年度）
- 木瀬質（1973年度～1976年度）
- 伊賀久治郎（1977年度～1979年度）
- 木村修一（1980年度～1982年度）
- 滝葉喜志夫（1983年度～1984年度）
- 堀勝彦（1985年度～1987年度）
- 友田穰（1988年度～1992年度）
- 三輪卓右（1993年度～1994年度）
- 小川喜郎（1995年度～1997年度）
- 土高弘之（1998年度～2000年度）
- 前田敬人（2001年度～2002年度）
- 増田克志（2003年度～2006年度）
- 足立和博（2007年度）
- 戸田和代（2008年度～2010年度）
- 田中博文（2011年度～2013年度）
- 大月祐三（2014年度～2016年度）
- 川崎一夫（2017年度～2020年度）

## 奈佐小学校の児童数の変遷
| 1978年度（昭和53年度） | 151人 |
| 1987年度（昭和62年度） | 114人 |
| 1997年度（平成9年度）  | 89人  |
| 2007年度（平成19年度） | 83人  |
| 2012年度（平成24年度） | 67人  |
| 2017年度（平成29年度） | 59人  |
| 2018年度（平成30年度） | 47人  |
| 2019年度（平成31年度） | 36人  |
| 2020年度（令和2年度）  | 35人  |

## ギャラリー

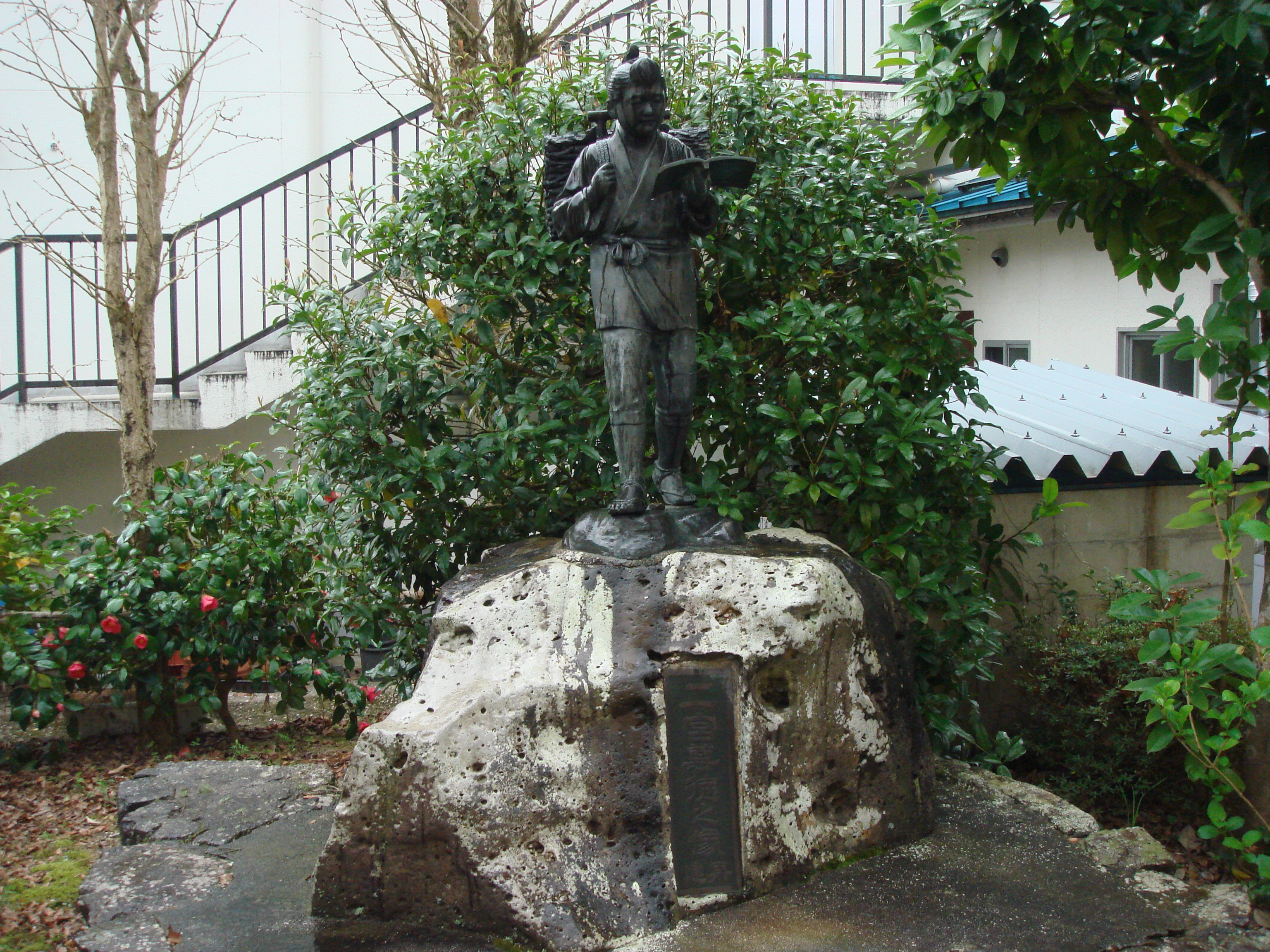
二宮金徳像
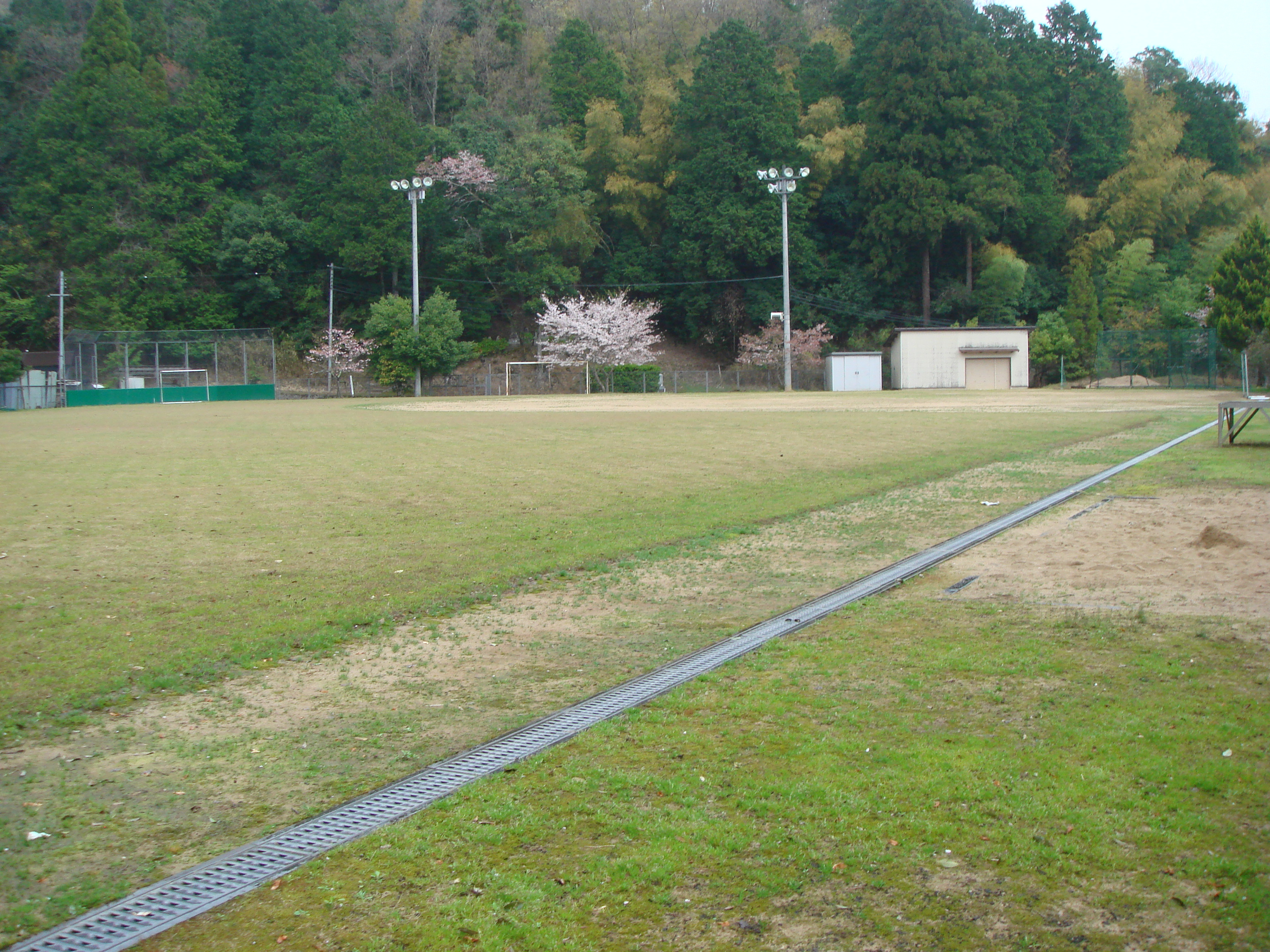
奈佐小学校の校庭
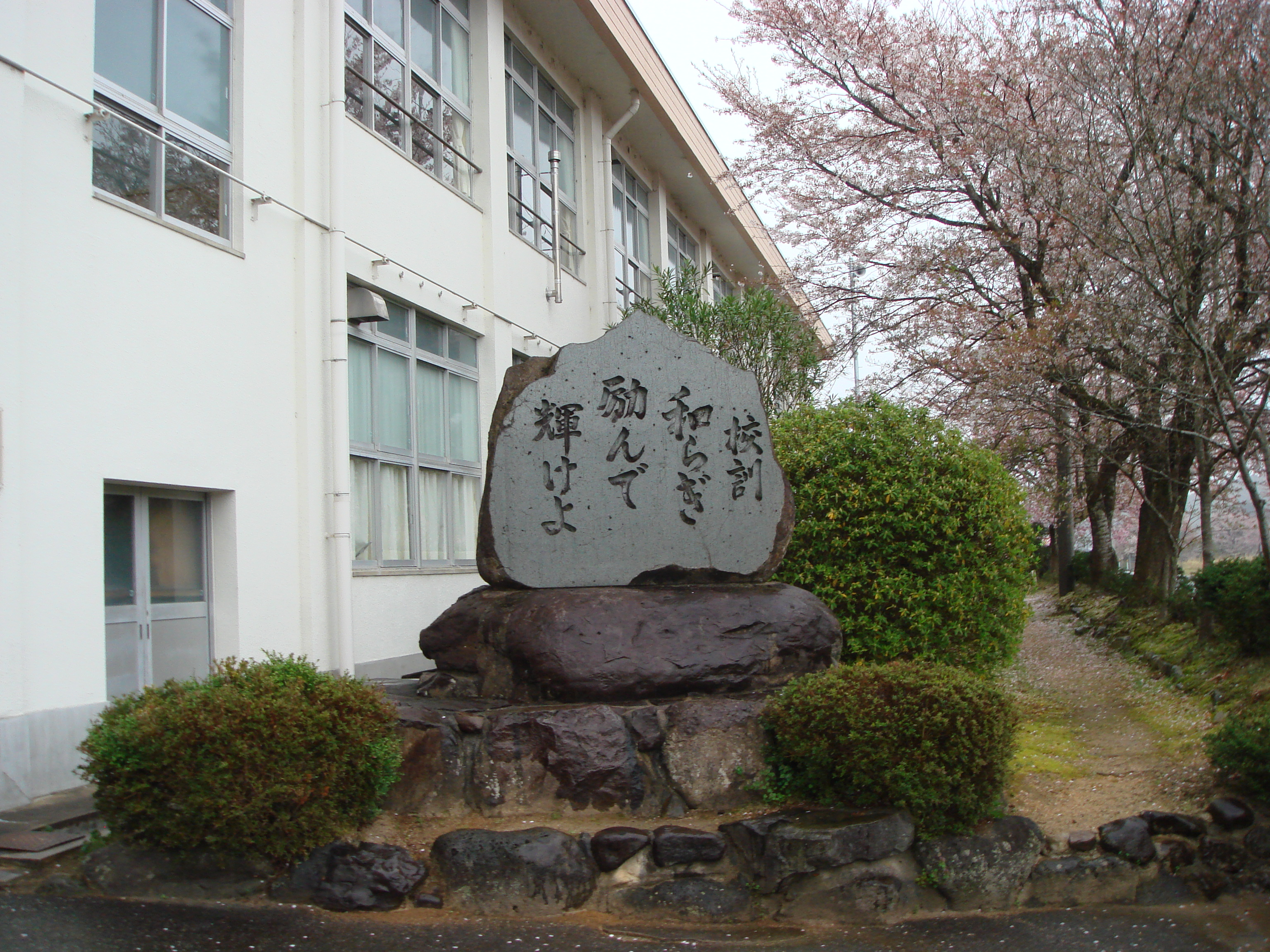
奈佐小学校の校訓碑
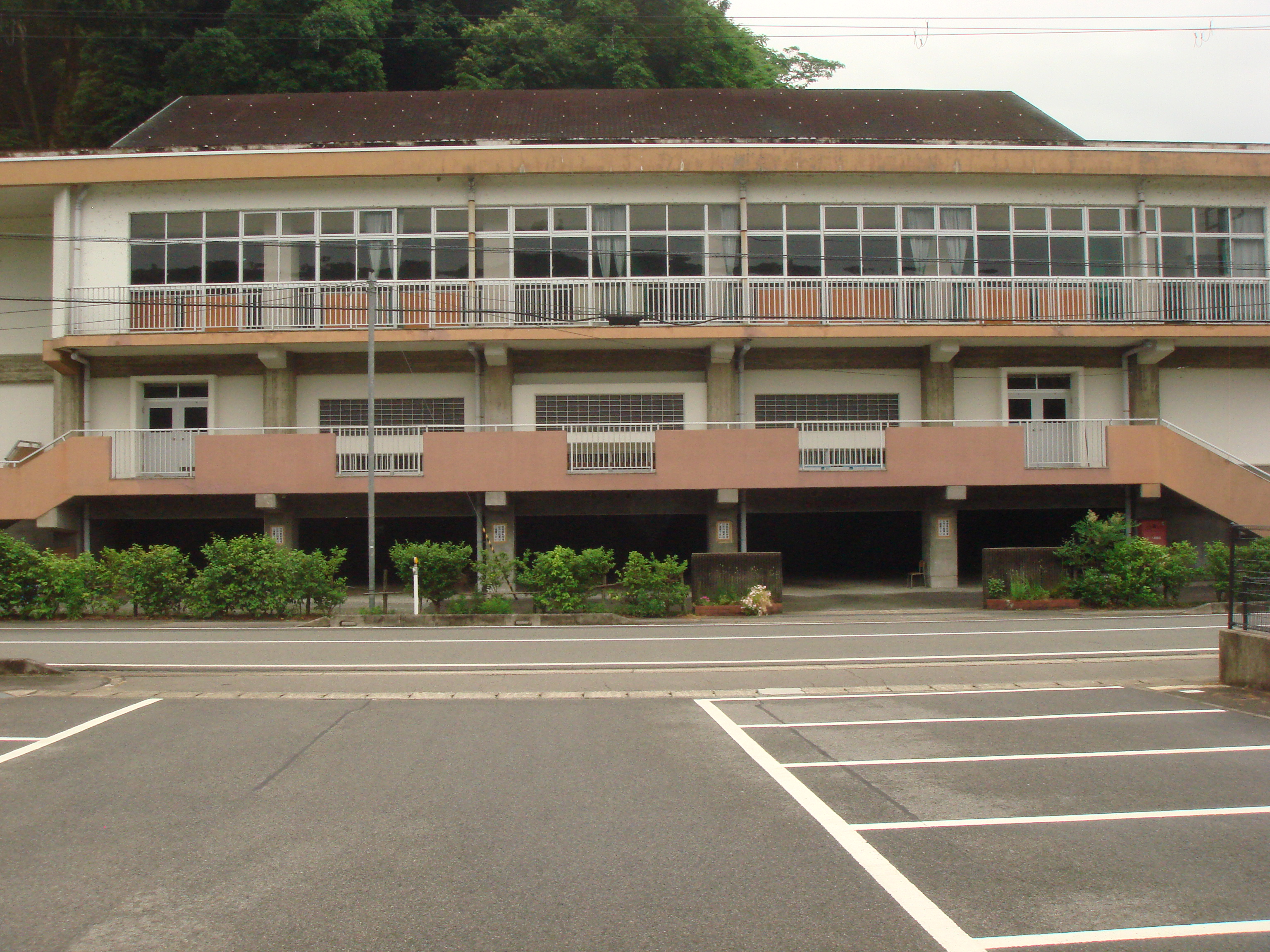
奈佐小学校の体育館
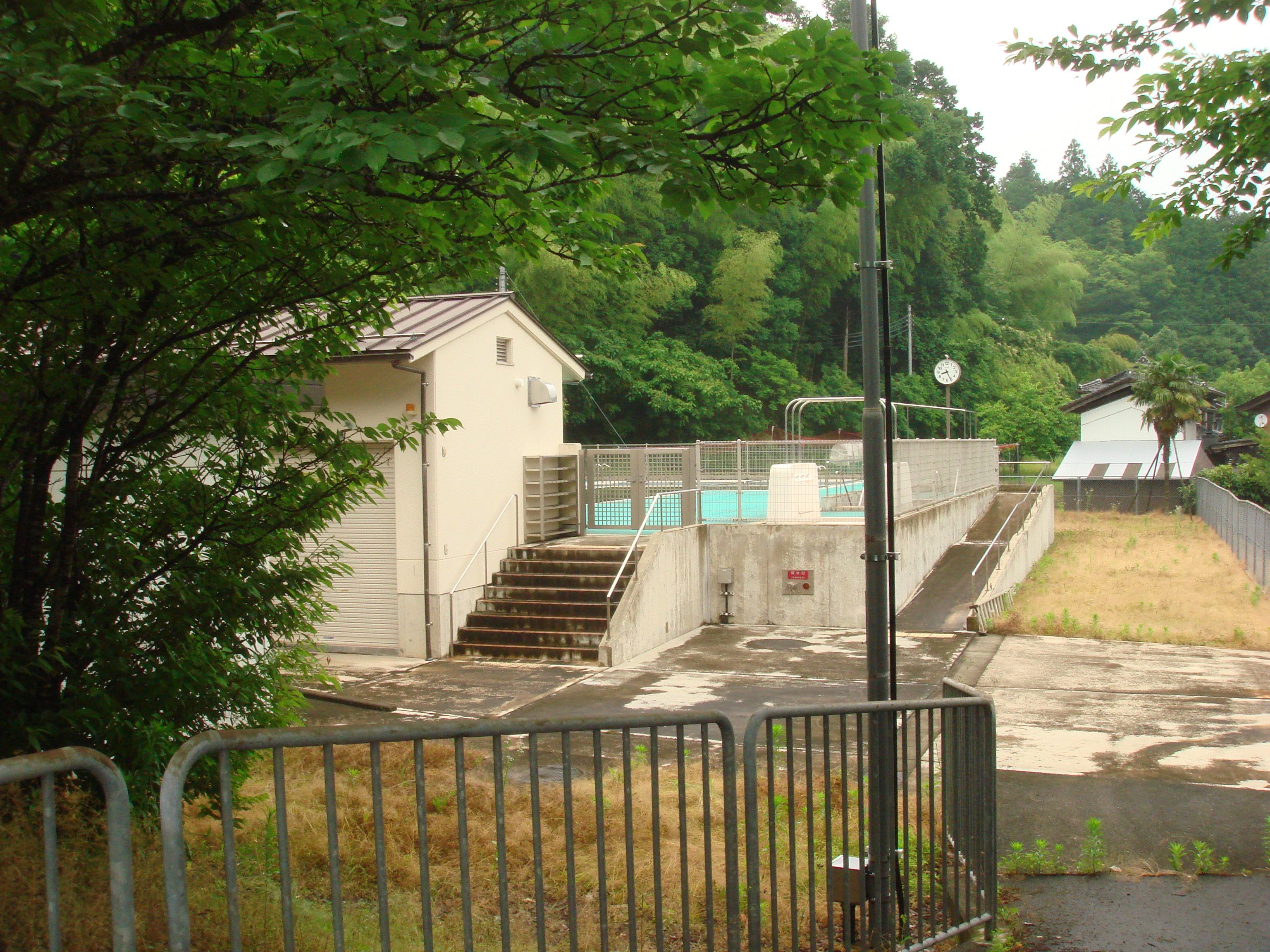
奈佐小学校のプール

## 校区周辺

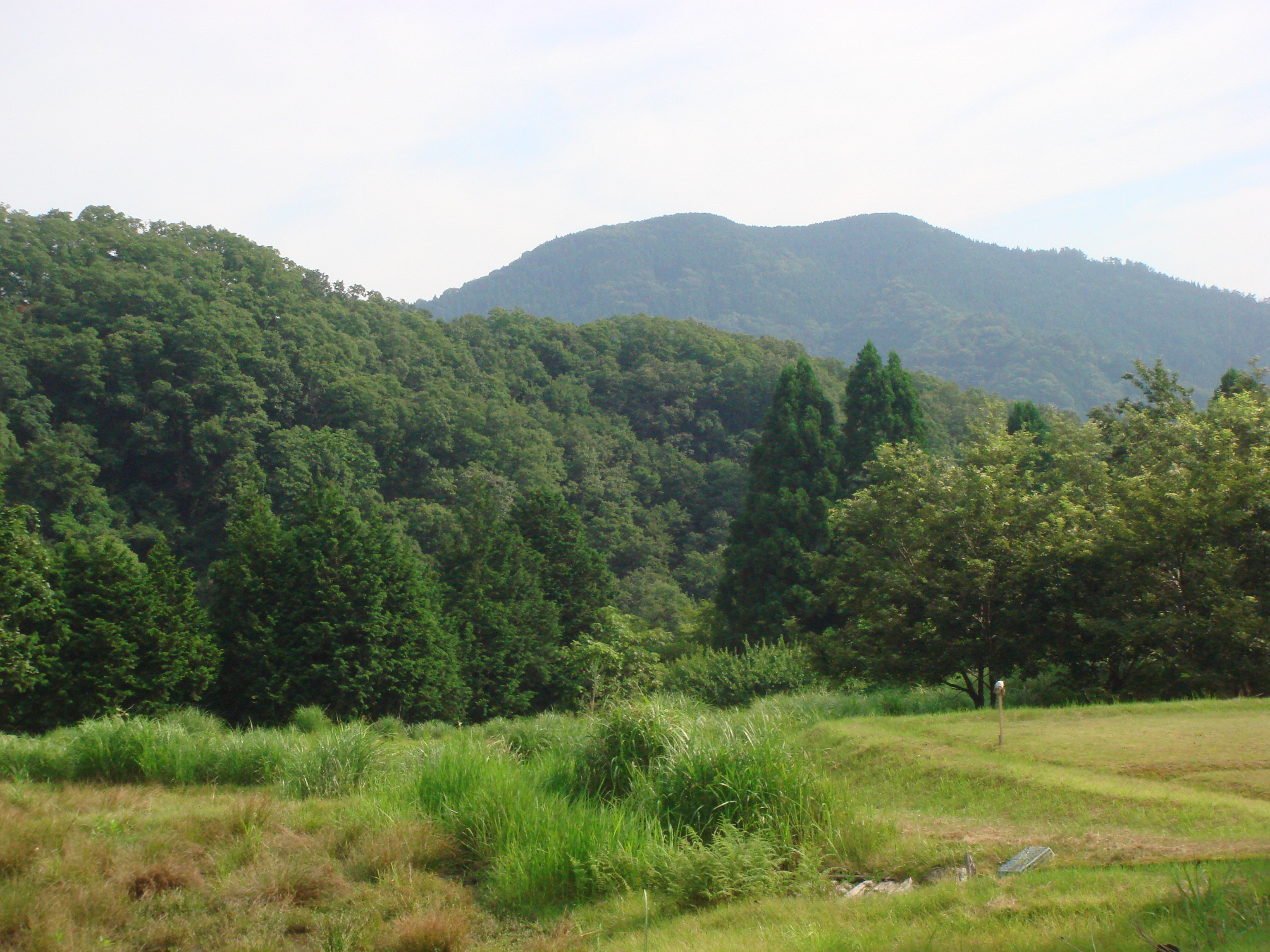
校歌に登場する矢次山

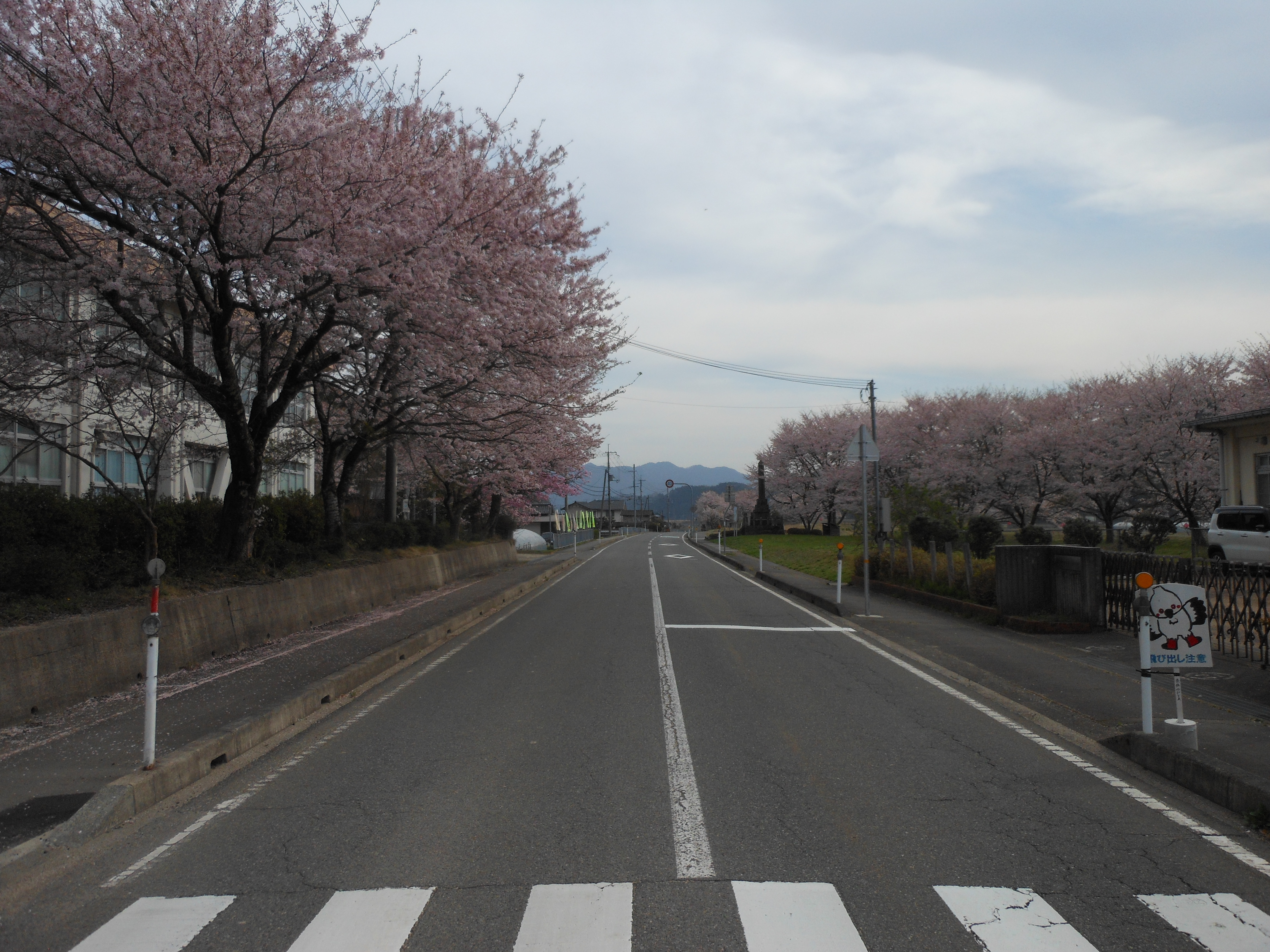
校歌に登場する桜並木

- コウノトリ但馬空港
- 奈佐森林公園
- 奈佐地区コミュニティセンター
- 矢次山 - 校歌歌詞に登場している
- 奈佐簡易郵便局